# Croton landoltii
Espèce
Classification APG II (2003)
Croton landoltii est une espèce de plantes à fleurs du genre Croton et de la famille Euphorbiaceae présente au nord-est de l'Argentine.